# Marlon Wayans
Marlon Wayans, född 23 juli 1972 i Brooklyn i New York, är en amerikansk skådespelare. Han är bror till Damon, Keenen Ivory, Dwayne, Shawn, Kim och Deidre Wayans.

## Filmografi
| År        | Titel                                                                    | Roll                     | Noter    |
| --------- | ------------------------------------------------------------------------ | ------------------------ | -------- |
| 1988      | I'm Gonna Git You Sucka                                                  | Fotgängare               |          |
| 1991      | The Best of Robert Townsend & His Partners in Crime                      | Skiftande roller         | TV       |
| 1992      | Mo' Money                                                                | Seymour Stewart          |          |
| 1992-1993 | In Living Color                                                          | Skiftande roller         | TV       |
| 1994      | Above the Rim                                                            | Bugaloo                  |          |
| 1995      | The Wayans Bros.                                                         | Marlon Williams          | TV       |
| 1996      | Don't Be a Menace to South Central While Drinking Your Juice in the Hood | Loc Dog                  |          |
| 1996      | Waynehead                                                                | Blue                     | Röst, TV |
| 1997      | The Sixth Man                                                            | Kenny Tyler              |          |
| 1998      | Senseless                                                                | Darryl Witherspoon       |          |
| 2000      | Requiem for a Dream                                                      | Tyrone C. Love           |          |
| 2000      | Scary Movie                                                              | Shorty Meeks             |          |
| 2000      | The Tangerine Bear                                                       | Louie Blue               | Röst     |
| 2000      | Dungeons & Dragons                                                       | Snails                   |          |
| 2001      | Summer Music Mania                                                       |                          | TV       |
| 2001      | Scary Movie 2                                                            | Shorty Meeks             |          |
| 2004      | Behind the Smile                                                         | Danny Styles             |          |
| 2004      | The Ladykillers                                                          | Gawain MacSam            |          |
| 2004      | White Chicks                                                             | Marcus Copeland          |          |
| 2006      | Little Man                                                               | Calvin "Baby-face" Sims  |          |
| 2006      | Six Degrees                                                              | Hemlös                   | TV       |
| 2007      | Norbit                                                                   | Buster Perkin            |          |
| 2009      | Dance Flick                                                              | Mr. Moody                |          |
| 2009      | G.I. Joe: The Rise of Cobra                                              | Wallace A. Weems/Ripcord |          |
| 2010      | Marmaduke                                                                | Lightning                | Röst     |
| 2013      | A Haunted House                                                          | Malcolm Johnson          |          |
| 2013      | The Heat                                                                 | Levy                     |          |
| 2013      | Second Generation Wayans                                                 | Sig själv                | TV       |
| 2014      | A Haunted House 2                                                        | Malcolm Johnson          |          |
| 2014      | Tom Green Live                                                           | Sig själv                | TV       |
| 2016      | Fifty Shades of Black                                                    | Christian                |          |
| 2016      | Givit Wednesday                                                          | Sig själv                | TV       |
| 2016      | Animals.                                                                 | Ry-Ry                    | TV       |
| 2017      | Naked                                                                    | Rob Anderson             |          |
| 2017      | Marlon                                                                   | Marlon Wayne             | TV       |
| 2023      | Air (film)                                                               | George Raveling          |          |